# Jim Cornette
Pour les articles homonymes, voir Cornette.
James Mark « Jim » Cornette (né le 17 septembre 1961 à Louisville) est un manager, booker, podcaster et promoteur de catch (lutte professionnelle) américain.  
Il est notamment connu pour comme manager de l'équipe The Midnight Express (en) (Bobby Eaton et Dennis Condrey (en) puis Eaton et Stan Lane) de 1983 à 1993 d'abord dans des fédérations de catch du Sud des États-Unis puis à la World Championship Wrestling. Dans le même temps, il s'implique en coulisses en s'occupant du booking de certains matchs. 
En 1991, il fonde la Smoky Mountain Wrestling et cette fédération connait un succès relatif ce qui lui permet de travailler à la World Wrestling Federation comme manager. Il y a son propre clan Camp Cornette (en). 

## Jeunesse
Jim Cornette est un fan de catch depuis l'enfance. Dés l'âge de 14 ans, il aide les différents promoteurs qui organisent des spectacles de catch à Louisville en s'occupant de l'horloge lors des combats ou en annonçant les matchs. Il est aussi photographe et correspondant de quelques magazines de catch.

## Carrière

### Débuts dans le Sud des États-Unis (1982-1985)
Jim Cornette commence à travailler comme manager pour la Continental Wrestling Association (en), une fédération de catch basée à Memphis. Il incarne un fils de bonne famille arrogant n'hésitant pas à frapper les adversaires de ses catcheurs avec une raquette de tennis. Il accompagne sur le ring notamment Sherri Martel ainsi que d'autres catcheurs heel de cette fédération.

### World Wrestling Federation/Entertainment (1993-2005)
Il a managé Vader dans un match face à Shawn Michaels. Il a aussi managé des catcheurs comme Yokozuna ou Owen Hart.
En 1998, un segment est diffusé durant Monday Night Raw montrant Cornette avec le Président et le Vice Président de la NWA au centre du ring. Il relate que la NWA était il n'y a pas si longtemps la fédération de catch la plus puissante des Etats-Unis, et il dit ensuite que le prochain match prévu l'est pour le titre Nord-Américain de la NWA. Les deux catcheurs sont Blackjack Windham(Barry Windham) et Jeff Jarett, le match dure 5 minutes et se solde par une victoire de Jarett à la suite d'une intervention de Jim Cornette portant un coup de raquette dans le dos de Windham pendant une superplex. C'est ainsi la création de la faction NWA à Raw avec des membres comme Jeff Jarrett ou le Rock and Roll express.
Il fut un commentateur de WWF SmackDown avec Michael Cole. Il fut aussi commentateur de WWF Monday Night RAW avec Vince McMahon.

### Total Nonstop Action Wrestling (2006-2009)
Il a été libéré de son contrat avec la TNA le 15 septembre 2009.

### Ring of Honor (2009-2012)
Il a signé un contrat avec la Ring Of Honor et pense pouvoir l'aider à grandir.

### Retour à Impact Wrestling (2017)
Il fait son retour à Impact Wrestling lors de Destination X en virant Bruce Prichard.

## Catcheurs managés par Jim Cornette
- Buddy Landel
- Johnny Ace
- Briscoe Brothers
- Dennis Condrey
- Jimmy Del Ray
- Shane Douglas
- Bobby Eaton
- Bobby Fulton (en)
- Robert Gibson
- Hercules Hernandez
- Owen Hart
- Crusher Broomfield
- Jeff Jarrett
- Stan Lane
- Mantaur
- Sherri Martel
- Matt Morgan
- Ricky Morton
- Ron Powers
- Tom Prichard
- Big Bubba Rogers
- Tommy Rogers
- The British Bulldog
- Al Snow
- Unabomb
- Vader
- Yokozuna
- Mark Henry
- Dutch Mantel
- Ken Wayne
- Danny Davis
- Bombastic Bob
- Bodacious Bart
- "Scrap Iron" Adam Pearce
- "King" Carl Fergie
- Norman Fredrick Charles the III

## Palmarès
- Pro Wrestling Illustrated
  - PWI Manager of the Year (1985, 1993, 1995)

- World Wrestling Federation
  - Slammy Award for Blue Light Special for Worst Dresser (1996)

- Wrestling Observer Newsletter awards
  - Best Booker (1993, 2001, 2003)
  - Best Non-Wrestler (2006)
  - Best on Interviews (1985-1988, 1993)
  - Manager of the Year (1984-1990, 1992-1996)
  - Membre du Wrestling Observer Hall of Fame (1996)